# (8225) Emerson
(8225) Emerson es un asteroide perteneciente al cinturón de asteroides, descubierto el 16 de agosto de 1996 por Chris F. Durman y 
Bev M. Ewen-Smith desde el Centro de Observação Astronómica no Algarve, Portimão, Algarve.

## Designación y nombre
Designado provisionalmente como  1996 QC. Fue nombrado en memoria de David Emerson (m. 1996), profesor de astrofísica en el Real Observatorio de Edimburgo. Sus intereses de investigación estaban en la interacción de la materia y la radiación y la formación estelar. Fue director de estudios del primer descubridor. Emerson también fue un predicador laico ordenado en la Iglesia Episcopal Escocesa. Murió a una edad relativamente joven el 26 de septiembre de 1996, apenas unas semanas después de que se hiciera el descubrimiento.

## Características orbitales
Emerson está situado a una distancia media del Sol de 2,973 ua, pudiendo alejarse hasta 3,693 ua y acercarse hasta 2,254 ua. Su excentricidad es 0,242 y la inclinación orbital 1,553 grados. Emplea 1872,73 días en completar una órbita alrededor del Sol.
Los próximos acercamientos a la órbita de Júpiter ocurrirán el 5 de junio de 2050, el 17 de octubre de 2086 y el 28 de febrero de 2123.

## Características físicas
La magnitud absoluta de Emerson es 14,20. Tiene 7,067 km de diámetro y su albedo se estima en 0,098.